# 副島義一

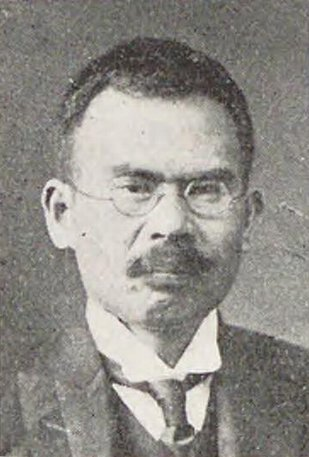
副島義一

副島 義一（そえじま ぎいち、慶応2年1月5日（1866年2月19日） - 昭和22年（1947年）1月27日）は、日本の衆議院議員、法学者。専門は憲法学で、天皇機関説を唱えた。

## 経歴
肥前国佐賀郡本庄村（現在の佐賀県佐賀市）出身。1894年（明治27年）に東京帝国大学法科大学独法科を卒業し、大学院に進んだ。さらにベルリン大学に留学し、1901年（明治33年）から1902年（明治34年）にかけて、渡辺廉吉に代わって東京高等商業学校（現一橋大学）で憲法を講じた。
1908年（明治41年）に法学博士の学位を受けた。早稲田大学で教授・評議員を務めるかたわら、辛亥革命の際には寺尾亨とともに南京の臨時政府の法律顧問に就任し、また1920年（大正9年）には第14回衆議院議員総選挙に出馬して当選を果たした。
1931年（昭和6年）、南京国民政府の法律顧問に就任。その後、国士舘中学校校長を務めた。

## 著書

### 単著
- 『日本帝国憲法論』早稲田大学出版部〈早稲田叢書〉、1905年3月。NDLJP:789237。
  - 『日本帝国憲法論』（第4版）早稲田大学出版部〈早稲田叢書〉、1905年3月。NDLJP:2937351。
- 『日本帝国憲法要論』巌松堂書店〈法政経済叢書〉、1916年8月。
- 中村弥三次 編『日本帝国憲法論』敬文堂書店、1924年5月。
- 上田光雄 編『行政法学総論』巌海堂書店、1926年5月。NDLJP:987336。
- 上田光雄 編『行政法学総論』敬文堂書店、1926年9月。NDLJP:1020703。
- 『日本帝国憲法講和』明善社、1928年4月。
- 『日本行政法汎論』明善社、1928年11月。
- 『行政法総論』六合社、1928年11月。
- 『内閣制度論Ⅰ 早稲田法学第十五巻別刷』巌松堂書店、1936年2月。NDLJP:1020703。
- 『内閣制度論Ⅱ 早稲田法学第十六巻別刷』巌松堂書店、1937年5月。NDLJP:1113105 NDLJP:1268310 NDLJP:1710462。

### 共訳
- ハインリヒ・デルンブルヒ 著、副島義一・中村進午・山口弘一 訳『独逸民法論』 第1巻、東京専門学校出版部〈早稲田叢書〉、1899年5月。NDLJP:792218。
  - ハインリヒ・デルンブルヒ 著、副島義一・中村進午・山口弘一 訳『独逸民法論 第1巻』（復刻版）信山社出版〈日本立法資料全集別巻 117〉、1998年6月。ISBN 978-4797246087。